# Język griko

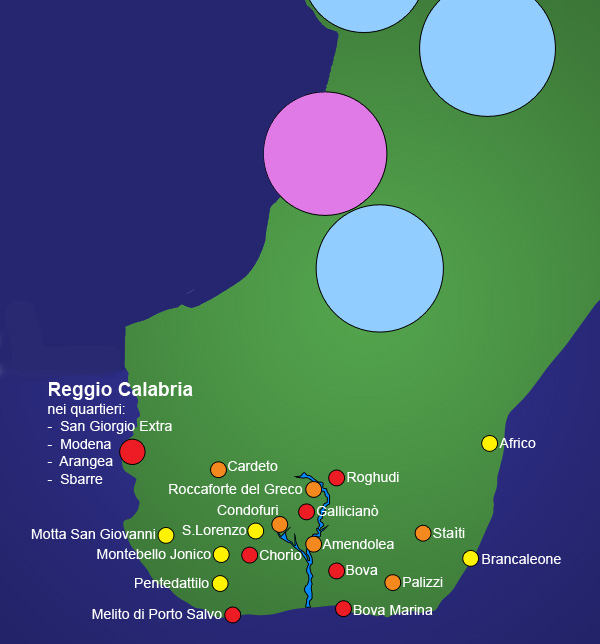
Język griko w Kalabrii. Kolorem niebieskim oznaczono rozpowszechnienie do XV wieku, fioletowym do XVI, żółtym do XIX, pomarańczowym do XX, czerwonym – zasięg współczesny

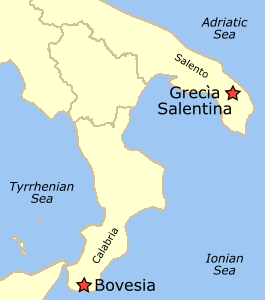
Współczesny zasięg obszarów, na których do dziś używa się języka griko: Bovesia i Grecia Salentina

Język griko – język ojczysty Greków zamieszkujących Kalabrię i Apulię we Włoszech (Italogreków). Jest uważany niekiedy za dialekt języka nowogreckiego, wywodzi się jednak bezpośrednio z dialektu doryckiego greki klasycznej. Przez wieki pozostawał pod silnym wpływem łaciny, a później języka włoskiego, wciąż jest jednak w dużym stopniu zrozumiały dla użytkowników współczesnej greki.
Na używaną przez Italogreków odmianę greki zwaną „grico” (griko) składają się dwa dialekty, griko-bovese (griko-calabro) i griko salentino, używane w obu enklawach. Jest ona zapisywana alfabetem łacińskim. Lokalne władze nie czynią przeszkód w oficjalnym użyciu tego języka. Pod koniec XX wieku środowiska akademickie południowych Włoch usiłowały ożywić kulturę italogrecką poprzez naukę grico w szkołach i na kursach, wydawanie czasopism i kontakty z Grecją, jednak wśród młodego pokolenia asymilacja wydaje się całkowita.
Z rodzin mówiących w griko pochodzili biskup Barlaam z Kalabrii i przyjaciel Petrarki Leontius Pilatus.